# Cnidoscolus urnigerus
Cnidoscolus urnigerus là một loài thực vật có hoa trong họ Đại kích. Loài này được (Pax) Pax mô tả khoa học đầu tiên năm 1931.